# Jablovec
Jablovec je naselje v Občini Podlehnik.